# Từ điển Larousse nhỏ
Từ điển Larousse nhỏ (tiếng Pháp: Le Petit Larousse) là một từ điển tiếng Pháp của nhà xuất bản Larousse. Từ điển Larousse nhỏ rất nổi tiếng ở Việt Nam và là một cuốn sách không thể thiếu được của bất cứ ai học tiếng Pháp.
Từ điển Larousse nhỏ có minh họa được Claude Augé soạn thảo và xuất bản lần đầu tiên vào năm 1905. Từ điển Larousse nhỏ là nối tiếp của bộ "Từ điển đầy đủ có minh họa"  (Dictionnaire complet illustré) (năm 1889) của Claude Augé. Claude Augé dùng tên "Larousse" để tỏ lòng kính trọng nhà bách khoa toàn thư nổi tiếng Pierre Larousse.
Kể từ khi được xuất bản, cuốn Từ điển Larousse nhỏ chỉ gồm một cuốn mà thôi, và được chia thành 3 phần:
- Phần 1 để chỉ danh từ chung (noms communs).
- Phần 2 là một bách khoa toàn thư với các danh từ riêng (danh nhân thế giới, địa danh, lịch sử)
- Phần trang màu hồng (Locutions latines et étrangères - Larousse pages roses) rất nổi tiếng để chỉ dẫn tiếng Latinh hay các thành ngữ cổ.

Lần xuất bản mới nhất vào năm 2006 bao gồm 90 000 từ mục, 200 000 định nghĩa và 5 000 hình minh họa. Từ điển Larousse nhỏ cũng được xuất bản dưới dạng CD-ROM.
Những xuất bản của Từ điển Larousse nhỏ:
- Petit Larousse illustré 1905,  do Claude Augé
  - Tái xuất bản nguyên dạng (facsimilé) của lần xuất bản năm 1905, 2004. ISBN 2-03-530849-6
- Nouveau Petit Larousse illustré, 1924, do Claude Augé
- Petit Larousse illustré 1982, với Claude Dubois soạn thảo viên chính, ISBN 2-03-301381-2
- Le Petit Larousse khổ lớn 2001, 2000,  ISBN 2-03-530401-6, « Lần đầu của thế kỷ».
- Le Petit Larousse thu nhỏ 2003, 2002, ISBN 2-03-530503-9
- Le Petit Larousse 2005, 2004. ISBN 2-03-532165-4. La « 100×10{{{1}}} édition ».
- Le Petit Larousse 2006, 2005. ISBN 2-03-530206-4
- Le Petit Larousse 2007, 2006 có một tiêu đề duy nhất Le Petit Larousse có minh hoa và có hai phiên bản:
  1. Phiên bản khổ nhỏ (bìa các-tông, bán kèm với CD-ROM), ISBN 2-03-582491-5; giá bán tại Pháp: 44,50 euro
  2. Phiên bản khổ lớn (bìa các-tông), ISBN 2-03-582992-3; giá bán tại Pháp: 49,50 euro
  3. Phiên bản khổ nhỏ không kèm CD-ROM):ISBN 2-582493-1:
    - Phiên bản khổ nhỏ bìa mềm, ISBN 2-582493-1; giá bán tại Pháp: 25,90 euro
    - Phiên bản khổ nhỏ bìa các-tông, ISBN 2-582493-1; giá bán tại Pháp: 34,50 euro